# Gale (förnamn)

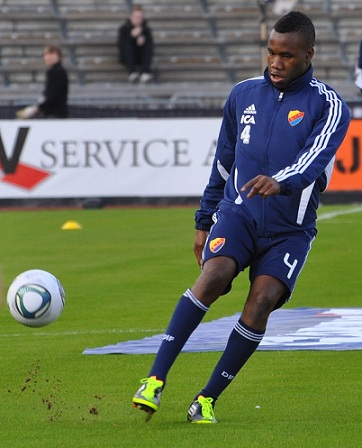
Gale Agbossoumonde, 2011.

Gale är ett könsneutralt förnamn av engelskt ursprung som kan användas av både kvinnor och män. Som kvinnonamn är det en variant av Abigail och som mansnamn har det sitt ursprung i efternamnet Gale.

## Personer med Gale som förnamn
- Gale Agbossoumonde (född 1991), amerikansk fotbollsspelare
- Gale Gordon (1906–1995), amerikansk skådespelare
- Gale Harold (född 1969), amerikansk skådespelare
- Gale Anne Hurd (född 1955), amerikansk film- och TV-producent
- Gale W. McGee (1915–1992), amerikansk politiker, senator för Wyoming, demokrat
- Gale Page (1913–1983), amerikansk skådespelare
- Gale Schisler (1933–2020), amerikansk politiker, kongressrepresentant för Illinois, demokrat
- Gale Sondergaard (1899–1985), amerikansk skådespelare
- Gale H. Stalker (1889–1985), amerikansk politiker, kongressrepresentant för delstaten New York, republikan
- Gale Storm (1922–2009), amerikansk skådespelare